# Abraximorpha davidii
Abraximorpha davidii är en fjärilsart som beskrevs av Paul Mabille 1876. Abraximorpha davidii ingår i släktet Abraximorpha och familjen tjockhuvuden. Inga underarter finns listade i Catalogue of Life.